# Alpandeire
Alpandeire és un poble de la província de Màlaga (Andalusia), que pertany a la comarca de la Serranía de Ronda. Es troba a 130 km de Màlaga i a 665 km de Madrid.